# Araty Viana
Araty Pedro Viana (Rio de Janeiro, 3 aprile 1923 – ...) è stato un calciatore brasiliano, di ruolo terzino destro.

## Carriera
Araty fu acquistato dal Botafogo de Futebol e Regatas nel 1950, proveniente dal Madureira. I suoi energici tackle furono definiti araticidi dall'umorista brasiliano Sérgio Porto. Fu convocato dalla Nazionale di calcio del Brasile nel 1952 per il Campionato Panamericano in Cile, dove fu riserva di Djalma Santos. Terminata la carriera da calciatore, Araty divenne un cercatore di giovani calciatori di talento per conto del Botafogo, e nel 1953 portò al club Garrincha.

## Palmarès

### Nazionale
- Campionato Panamericano: 1

1952